# 4951 Івамото
4951 Івамото (4951 Iwamoto) — астероїд головного поясу, відкритий 21 січня 1990 року.
Тіссеранів параметр щодо Юпітера — 3,593.